# Ropalidia conservator
Ropalidia conservator är en getingart som först beskrevs av Frederick Smith 1860.
Ropalidia conservator ingår i släktet Ropalidia och familjen getingar.

## Underarter
Arten delas in i följande underarter:
- Ropalidia conservator goodfellowi
- Ropalidia conservator waigeuensis